# Platydesmus analis
Platydesmus analis är en mångfotingart som beskrevs av Pocock 1903. Platydesmus analis ingår i släktet Platydesmus och familjen Platydesmidae. Inga underarter finns listade i Catalogue of Life.